# 쑤수린
쑤수린(중국어 간체자: 苏树林, 1962년 3월 14일 ~ )은 중화인민공화국의 정치인이다. 중국공산당 제16기, 17기 중앙위 후보위원과 제18기 중앙위원을 지냈으며 푸젠성 성장을 역임했다.

## 생애
헤이룽장성 커둥현의 평범한 농민 가정에서 태어났다. 대경석유학원(현재, 동북석유대학)에서 석유지질학을 전공하고 하얼빈공정대학에서 경영학 석사 학위를 받아 교수급 수석 엔지니어로 일했다. 중국 공산당 제16기와 17기 중앙후보위원과 18기 중앙위원을 지냈다. 중국석유화공집단(中國石油化工集團, Sinopec Group, SINOPEC) 총지배인과 중국공산당 푸젠성 부서기를 역임하고 푸젠성 인민정부 성장을 지냈다. 2012년 11월 18차 공산당 대회에서 비리 혐의로 낙마했다.